# Jervis Drummond
Jervis Éarlson Drummond Johnson (Limón (Costa Rica), 8 de setembro de 1976) é um ex-jogador de futebol da Costa Rica, que atuava como defensor.

## Carreira
Jervis Drummond integrou a Seleção Costa-Riquenha de Futebol na Copa América de 2001. Atuou como defesa no clube Deportivo Saprissa, da primeira divisão do seu país. É internacional pelo seu país, tendo sido convocado para a Copa do Mundo de 2002.